# توم كيربي
توم كيربي (بالإنجليزية: Tom Kirby)‏ (21 ديسمبر 1904 – 25 نوفمبر 1967) هو ملاكم أمريكي راحل، مثّل بلاده في الألعاب الأولمبية الصيفية 1924.

## روابط خارجية
توم كيربي على موقع بوكس ريك (الإنجليزية) (registration required)
- توم كيربي على موقع أوليمبيديا (الإنجليزية)